# 금서 목록

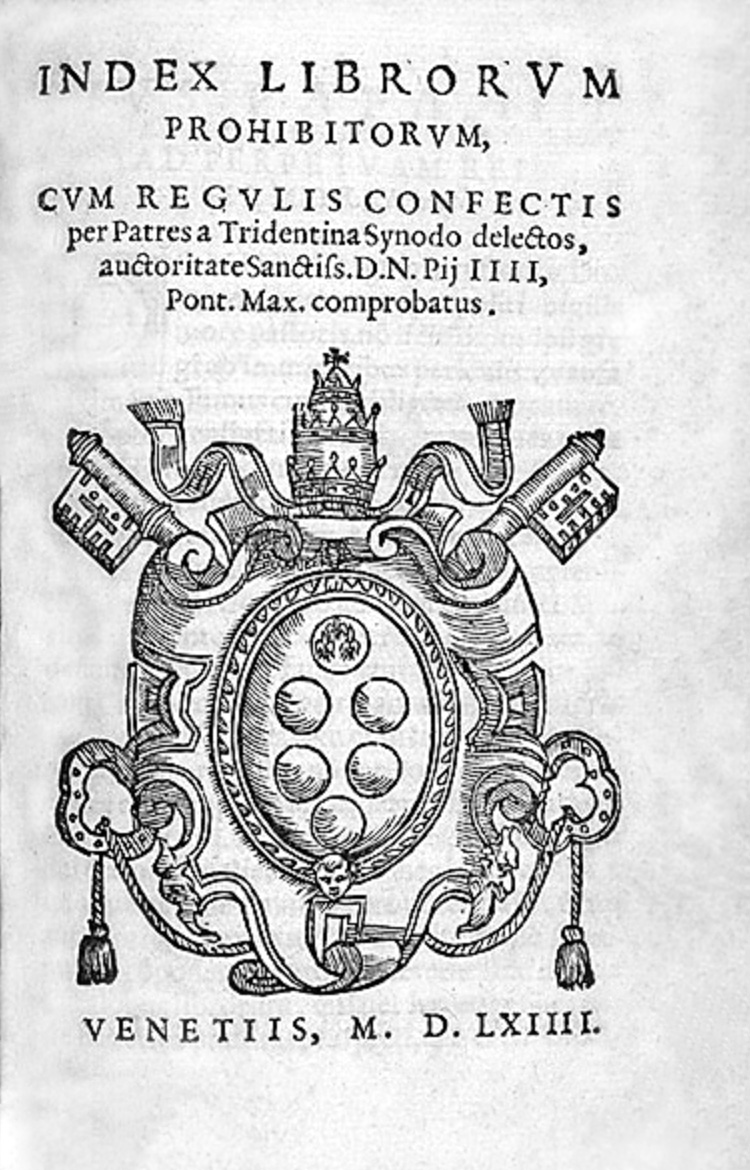
금서 목록의 표제지 (1564년 베네치아).

금서 목록(禁書目錄, 라틴어: Index Librorum Prohibitorum)은 16세기부터 20세기까지 로마가톨릭교회에서 금지한 출판물의 목록이다. 금서 목록의 궁극적인 목표는 외설적이거나 신학적으로 올바르지 못한 내용을 담고 있는 글을 읽지 못하게 함으로써 신앙과 정숙함을 지키는 것이었다. 하지만 실질적으로는 로마가톨릭교회에 비판적인 책 대부분이 금서 대상에 올랐다. 또한, 여러 판(版)에는 책을 읽거나 판매, 검열하는 것과 관련된 교회의 규정도 담고 있다. 검열을 통과한 책은 표제지에 nihil obstat(“저촉 없음”) 또는 Imprimatur(“출판 인가”)라는 발행 인가 표시와 함께 인쇄되었다.
금서 목록은 단순한 반동적인 작업이 아니었다. 가톨릭 저술가들에게는 자신의 집필을 변호할 수 있는 기회가 주어졌으며, 금지령을 무효화하거나 제한하기 위해 필요한 수정이나 생략을 통해 개정판을 준비할 수 있었다. 미발행 저작물을 검열하는 것을 장려하였지만, 자기검열이 헤아릴 수 없을 만큼 엄청났다.
존 밀턴은 유명한 아레오파지티카라는 글을 써서 언론과 출판의 자유를 역설하였는데, 그는 이 책에서 로마가톨릭교회의 금서 정책을 비판하며 영국의 장로교회가 가톨릭의 금서 정책을 본떠 출판의 자유를 억압해서는 안 된다고 출판물에 대한 검열과 허가제의 철폐를 주장했다.

## 역사
1526년 2월 25일 반종교개혁의 일환으로 트리엔트 공의회에서 나온 명령으로 종교재판소에 금서와 관련된 금서목록을 만드는 명령이 내려졌고, 1542년 7월 21일자 명령으로 종교재판 혹은 심문소라고 하는 제도가 재조직되고 서적 및 출판물을 단속, 검열하는 임무를 부여받았다. 그 명령의 내용은 다음과 같다. 모든 출판물은 종교심문소의 사전 허락 없이는 금지된다. 1559년 트리엔트 공의회의 권고에 따라 바울 4세는 첫 번째 금서목록(Index of Prohibited Books)과 삭제목록(Index of Expurgations)을 함께 발행하였다.
 1966년에는 교회법상 구속력은 폐지되었지만 도덕적 지침으로서는 현재에도 유효하다.

## 금서 목록의 작품들
이 금서 목록은 20세기까지 내려오고 있으며 1966년에 구속력 있는 규정으로서는 폐지되었지만, 지금까지도 참고 사항으로는 유효하다. 1966년 이전에는 이 금서 목록의 책을 읽거나 소유하는 것만으로도 교회법을 어기는 것이 되어 파문 등의 조치가 취해졌다. 가톨릭교회가 금서로 정한 책들은 다음과 같다.
- 스피노자의 모든 저작
- 마르틴 루터의 모든 저작
- 존 칼뱅의 모든 저작
- 츠빙글리의 모든 저작
- 위클리프의 모든 저작
- 마키아벨리 군주론
- 에밀 졸라의 모든 작품
- 뒤마의 삼총사/ 몬테크리스토 백작과 연애소설들
- 플로베르의 보바리 부인
- 발자크의 연애소설들
- 아나톨 프랑스의 작품
- 빅토르 위고의 노틀담의 곱추/레미제라블
- 루소의 에밀
- 조르주 상드의 작품
- 오귀스트 콩트의 실증철학
- 스탕달의 작품
- 칸트의 순수이성 비판
- 에르네스트 르낭의 예수전
- 루소의 사회계약설
- 도스토예프스키 작품 등
- 베르그송 《창조적 진화》(L’evolution creatrice)
- 토머스 홉스의 리바이어던
- 갈릴레오 갈릴레이의 모든 저서
- 코페르니쿠스의 《천구의 회전에 관하여(De revolutionibus orbium coelestium)》
- 백과전서파의 백과전서
- 조르다노 브루노의 무한한 우주와 무한한 세계에 관하여
- 존 밀턴의 《아레오파지티카》
- 볼테르의 《철학 사전》, 《철학 서한》, 《캉디드》, 《랭제뉘》
- 사드 후작 - 《저스틴》, 《줄리엣》, 《소돔의 120일》 등
- 몽테스키외의 《법의 정신》

## 같이 보기
- 검열
- 금서